# Chandris Line
Chandris Line era una empresa naviera griega fundada en 1960 por Anthony Chandris para operar transatlánticos entre Grecia y Australia. Inicialmente, la empresa también cotizaba bajo los nombres de Greek Australian Line, National Greek Australian Line y Europe-Australia Line.
Después de un período de expansión en 1974 Chandris Line se fusionó con Chandris Cruises, una compañía separada fundada en 1960 por el hermano de Anthony, Dimitri Chandris para operar cruceros en el Mediterráneo para formar Chandris Line Chandris Cruises. Después de 1977, la compañía se concentró únicamente en los cruceros y pasó a llamarse Chandris Cruises. En 1985 Chandris Cruises adquirió a Fantasy Cruises y posteriormente sus operaciones en América del Norte fueron rebautizadas como Chandris Fantasy Cruises. La empresa cesó operaciones en 1996, Las chimeneas de todos sus barcos estaban adornadas con la letra griega chi, la primera letra del nombre Chandris (en griego: Χανδρή). La letra X actuó como logotipo tanto para Chandris como para su subsidiaria y sucesora final Celebrity Cruises.

## Historia

#### Chandris Line (1960-1974)
En 1959, Anthony J. Chandris hijo del propietario de una empresa de transporte de carga griega John Chandris, decidió establecer una nueva empresa de transporte de pasajeros para transportar inmigrantes de Europa a Australia. Junto con su hermano Dimitri Chandris, Anthony había estado involucrado anteriormente en el servicio de migrantes fallido de Charlton Steam Shipping Company en la década de 1940 pero ahora quería intentar ingresar nuevamente al comercio de migrantes, En octubre de 1959 Anthony compró el Transatlántico RMS Bloemfontein Castle de Union-Castle Line por 1,5 millones de £ como el primer barco de la nueva Chandris Line. Después de la entrega a Chandris el 19 de noviembre de 1959, el Bloemfontein Castle pasó a llamarse SS Patris y se reconstruyó con una mayor capacidad de pasajeros para el servicio de inmigrantes, Anthony Chandris hizo dos contratos para aumentar la rentabilidad del barco: con el Comité Intergubernamental sobre Migración Europea para transportar inmigrantes asistidos de Europa a Australia y con el Gobierno griego para llevar el correo de Grecia a Australia, Como resultado Patris obtuvo el derecho a usar el prefijo de barco Royal Hellenic Mail Ship (RHMS), por lo que pasó a ser conocido como RHMS Patris. Después de la reconstrucción el Patris partió por primera vez del Pireo con el Capitán Zannis X. Xenios el 14 de diciembre de 1959 llegando a Fremantle, Australia, el 2 de enero de 1960 y su destino final en Sídney, el 9 de enero de 1959, Inicialmente el operador del Patris se comercializó como Greek-Australian Line, más tarde National Greek Australian Line.

La letra griega chi, que fue grabada en los embudos de todos los barcos de Chandris, En griego el nombre Chandris comienza con chi (Χανδρή).

El Patris demostró ser muy popular en el servicio Grecia-Australia y en 1960 Chandris Line comenzó a buscar un segundo barco, En noviembre de 1960, Chandris alquiló al SS Bretagne de la naviera francesa Société Générale de Transports Maritimes. Durante las temporadas de verano del Hemisferio norte de 1961 y 1962, el barco fue alquilado a Caribbean Cruise Line para cruceros desde la ciudad de Nueva York, pasando el resto del año en servicio de línea entre el Reino Unido y Australia. En abril de 1962, el Bretagne pasó a llamarse RHMS Brittany pero fue destruido por un incendio mientras estaba en Dique seco en abril de 1963. La versión Reino Unido-Australia del Brittany se comercializó bajo el nombre de Greek-Australian Line.
En septiembre de 1963, Chandris adquirió el barco de Matson Line SS Lurline como reemplazo del Brittany renombrado RHMS Ellinis, el barco entró en servicio con Chandris Line en la ruta Reino Unido-Mediterráneo-Australia en diciembre de 1963. Un segundo transatlántico construido en los Estados Unidos se unió a la flota de Chandris Line en noviembre de 1964 cuando SS America fue comprado a United States Lines, Después de la reconstrucción entró en servicio con Chandris Line en agosto de 1965 como RHMS Australis, uniéndose al Ellinis en el servicio Reino Unido-Australia. El Australis en particular demostró ser un barco extremadamente popular en la ruta desde el Reino Unido a Australia, que generalmente opera a plena capacidad. Chandris se expandió aún más en 1965 cuando adquirió a la National Hellenic American Line y su único barco, el SS Queen Frederica de Home Lines. Aunque el Queen Frederica era un barco relativamente antiguo, Anthony J. Chandris lo consideraba adecuado para el mercado de cruceros en América del Norte. Durante los meses de verano se utilizó para navegar fuera de Nueva York, mientras que durante los inviernos se utilizó en los servicios de línea Pireo-Nueva York y Pireo-Australia, Durante algún tiempo el Queen Frederica se comercializó como un barco de Chandris Lines/National Hellenic American Line. El servicio de cruceros del Queen Frederica desde Nueva York resultó corto ya que a fines de 1967 entró en vigencia una nueva legislación en los Estados Unidos destinada a mejorar los estándares de seguridad en los cruceros. Alinear al Queen Frederica con los nuevos requisitos habría sido extremadamente costoso y como resultado, fue retirado del servicio de cruceros de Norteamérica en septiembre de 1967. Como reemplazo Chandris Line adquirió el antiguo transatlántico Union-Castle  el RMS Kenya Castle, que pasó a llamarse RHMS Amerikanis e ingresó al servicio de cruceros para Chandris Line en agosto de 1968.
En 1970, Matson Line ofreció otro de sus barcos, el segundo Lurline construido en 1932, originalmente llamado Matsonia y un barco gemelo de Ellinis, a la venta en 1970, Chandris Line se apresuró a comprar el barco, Dada una remodelación a gran escala en la que se prestó especial atención al uso dual del barco en los servicios de línea y de crucero, la antigua Lurline surgió en febrero de 1971 como RHMS Britanis, uniéndose a Ellinis y Australis en el servicio de línea del Reino Unido-Australia.
La Patris, que había servido sin interrupción en el servicio Grecia-Australia desde 1959, fue asignado a un nuevo servicio en 1972 debido a la disminución del número de pasajeros ofreciendo un servicio de línea muy reducido desde Singapur a Australia, junto con cruceros ocasionales desde puertos australianos. Un destino similar le sucedió al Ellinis en 1973, cuando fue sacada del servicio de línea en declive Reino Unido-Australia y reasignada para navegar en Aguas Europeas.

#### Chandris Cruises (1974-1996)
Con la disminución del número de pasajeros de línea entre Europa y Australia, el Britanis fue retirado del servicio de línea y se desvió a un crucero de tiempo completo en 1975. Durante el mismo año, la ciudad de Darwin en el norte de Australia, había sido casi completamente destruida por un Tifón, y Patris encontró empleo como barco de alojamiento temporal para los residentes de la ciudad destruida. Esta ocupación duró solo un año, después de lo cual se encontró un uso radicalmente nuevo para el barco, se convirtió en un transbordador de pasajeros/automóviles ro-ro y se utilizó en los servicios que unen Ancona en Italia con Patras y El Pireo en Grecia en 1979, Patris fue vendida a Karageorgis Lines, quien la retuvo en el mismo servicio.
El servicio de Chandris Line a Australia se cerró a fines de 1977 cuando el Australis llegó a Australia como el último barco que transportaba inmigrantes patrocinados por el Gobierno. A partir de ahí todo el transporte de migrantes se hizo en vuelos aéreos.

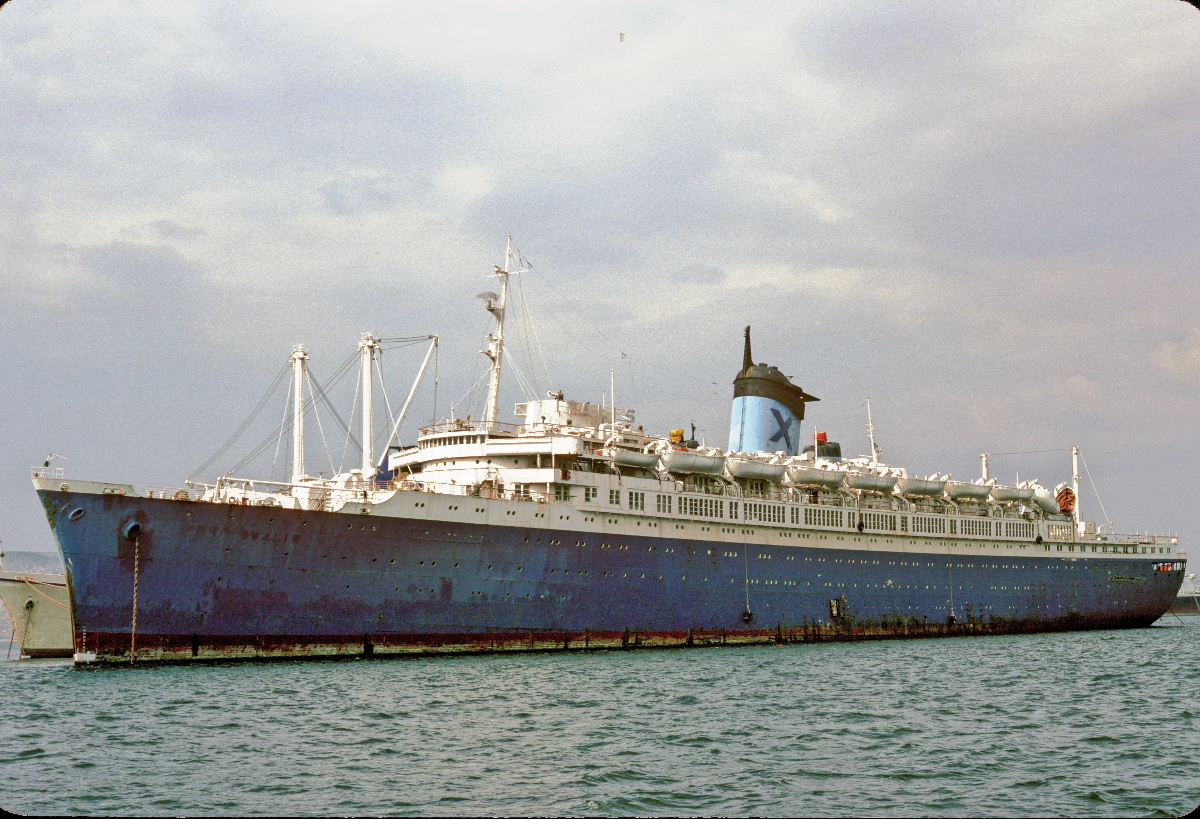
El Alferdoss/Noga anclado en Eleusis, Grecia (1986).

El Ellinis fue puesta fuera de servicio en 1980 y fue anclado en Perama Bay. Permaneció guardada durante varios años siendo utilizada como fuente de repuestos para su barco gemelo Britanis. En 1988, Chandris fundó una subsidiaria Celebrity Cruises, transfiriendo el ex transatlántico italiano Galileo a esta nueva línea, Celebrity prosperó con cuatro cruceros de nueva construcción entrando en servicio para ellos durante los años restantes de la Chandris, Pronto la popularidad de Chandris cayó tremendamente y se necesitaba más atención a Celebrity, por lo que se decidió disolver todos los demás activos, Después de casi 37 años, Chandris Lines detuvo todas sus operaciones en 1996, y este plan finalizó con la eliminación gradual de su sucursal Fantasy Cruises y el abandono del Britanis en 1998 y posterior hundimiento en camino al desguace a la India en el 2001. Hasta la fecha solo un barco de la difunta Chandris el Ferry de cruceros The Azur, ha no ha sido desechado.